# Jannick Green Krejberg
Jannick Green Krejberg (Lemvig, 29. rujna 1988.), danski reprezentativni rukometni vratar.
S Danskom je 2013. godine osvojio srebro na svjetskom prvenstvu u Španjolskoj. Španjolska je u finalu doslovno ponizila Dansku pobijedivši s 35:19. Nikada nijedna momčad nije izgubila s toliko razlikom kao Danci čime je stvoren novi rekord u povijesti finala svjetskog rukometnog prvenstva.
Od posljednjih većih reprezentativnih uspjeha izdvajaju se osvajanje olimpijskog zlata u Riju 2016 te svjetskog naslova 2019. gdje je Danska bila jedan od suorganizatora.